# Три богатирі. Хід конем
«Три богатирі. Хід конем» (рос. Три богатыря. Ход конем) — російський повнометражний анімаційний фільм студії «Мельница», шостий мультфільм з циклу «Три богатирі». Стрічка вийшла в прокат в Росії 1 січня 2015 року. В Україні фільм вийшов у широкий прокат 1 січня 2015 року, в українському прокаті стрічка йшла із оригінальною російською озвучкою.

## Сюжет
Придворний кінь Юлій підслуховує розмову бояр і дізнається про змову проти Князя. Захистити останнього нікому — богатирі ловлять пірата Потаня, Змій Горинич у відпустці в Тибеті, війська теж немає поруч. Князь і Юлій втікають з палацу і збираються послати поштового голуба з листом для богатирів, але для цього потрібні гроші, яких у них немає. Тоді Юлій веде верблюда Васю до мовця дубу, щоб він заробив гроші.
Верблюд Вася хоче зіграти в супер-гру, але Юлій знає, що це обман, і біжить рятувати Васю від шкуродерів. Дуб ловить Юлія і, дізнавшись, що відбувається в Києві, відправляється до палацу. Там Князь програє дереву свою державу. Вигнані з Києва, вони з Юлієм ночують в хатині, яку знайшли в лісі. Вранці вони бачать пастуха літаючих коней — пегасів — і зустрічають богатирів, що зловили Потаня. Князь і Юлій вводять богатирів в курс справи. Охорона відмовляються відбирати князівство, так як спочатку думають, що Князь і дуб грали чесно. Богатирі вирішують відігратися, але підступний дуб виграє у них все майно.
Поки богатирі з дружинами жили у матері Іллі, Князь придумує побудувати новий Київ. При будівництві богатирі з допомогою Тихона розуміють, що Князя обдурили, так як дуб не показав, у якій скриньці знаходиться жолудь. Також Альоша припустив, що всі шкатулки були порожні. Вони відправляються до палацу.
Тим же часом бояри йдуть у Київ, але їх не пускають туди охоронці дуба. Бояри біжать і зустрічають богатирів. З'ясовується, що ніякої змови не було — насправді бояри робили подарунок Князю на ювілей. Тихон застосовує військову хитрість. Він грає з дубом в азартні ігри, поставивши на ставку подарунок Князю — велику золоту статую, що зображає Князя на коні (схожого на Мідного вершника). Потім богатирі несподівано вилазять з-під коня (натяк на Троянського коня) і перемагають охоронців дуба, а потім і самого дуба.
Фільм закінчується поздоровленням народом Князя і його улюбленою піснею «Антошка».

## Український дубляж
Фільм дубльовано українською студією «Tretyakoff Production/CinemaSound Production» у 2017 році для телеканалів «Новий канал» та «ICTV».
- Олег Лепенець — Князь Київський
- Євген Пашин — Альоша Попович
- Борис Георгієвський — Ілля Муромець, Добриня Микитич
- Дмитро Завадський — Юлій
- Лідія Муращенко — Оленка
- Олена Узлюк — Настасія Пилипівна
- Євген Малуха — оповідач
- Людмила Чиншева, Андрій Середа — інші ролі

## Показ і трансляція в Україні
Фільм вперше вийшов в український прокат 1 січня 2015 року, для українського прокату український дистриб'ютор «Галеон кіно» не створив українського дубляжу і фільм демонструвався з оригінальною російською озвучкою.

## Нагороди
- 2015 — Премія Ікар за найкращий анімаційний фільм у прокаті (Росія).
- 2016 — Премія «Золотий орел» за найкращий анімаційний фільм (Росія).